# Кагель, Маурисио
Маурисио Кагель (исп. Mauricio Kagel; 24 декабря 1931, Буэнос-Айрес — 18 сентября 2008, Кёльн) — аргентинский и германский  композитор, известный произведениями с внедрёнными элементами перформанса, подразумевающего включение исполнителей в театральную актёрскую игру.

## Биография
Родился в еврейской семье, эмигрировавшей в Аргентину из СССР во второй половине 1920-х годов, со стороны матери семья происходила из Одессы. В семье говорили на идише и родители рано приобщили будущего композитора к театру на этом языке. Изучал в Буэнос-Айресском университете литературу и философию; не был принят в консерваторию, но частным образом занимался под руководством Альберто Хинастеры. Начиная с 1950 года выступал как кинокритик, в 1955—1957 годы работал репетитором с хором Камерной оперы Театра Колон.
С 1957 года жил и работал в Кёльне. В период 1960—1976 годов (с небольшим перерывом) преподавал на Летних курсах новой музыки в Дармштадте, в 1974—1997 годы — профессор музыкального театра в Кёльнской консерватории. В разное время преподавал также в Буффало, Гётеборге, Берлине.
Лауреат ряда международных премий, в том числе Премии Эрнста фон Сименса (2000) и Премии Рольфа Шока (2005).